# Al-Sabboura
Al-Sabboura (tiếng Ả Rập: الصبورة) là một ngôi làng của Syria ở huyện Qatana thuộc tỉnh Rif Dimashq. Theo Cục Thống kê Trung ương Syria (CBS), Al-Sabboura có dân số 10.969 trong cuộc điều tra dân số năm 2004.